# Mesoleptus subdentatus
Mesoleptus subdentatus är en stekelart som först beskrevs av Forster 1876.  Mesoleptus subdentatus ingår i släktet Mesoleptus och familjen brokparasitsteklar. Inga underarter finns listade i Catalogue of Life.